# Erasure.Club
Erasure.Club es el décimo EP publicado del grupo inglés de música electrónica Erasure, lanzado en 2009.

## Descripción
Erasure.Club, debido a su duración extendida, no fue elegible para el ranking británico.

## Lista de temas
| Compact Disc (ERAS1CD) 1. Push Me Shove Me (Moonbeam Mix) 6:22 2. Push Me Shove Me (Catatonic Mix) 4:14 3. Senseless (Avalon Mix) 6:30 4. Ship of Fools (Orbital Southsea Isles Of Holy Beats Mix) 9:43 5. Sometimes (Danny Rampling Mix) 6:13 6. Weight of the World - Heavy 'B' Mix 5:12 6 Track Descarga Digital 1. Push Me Shove Me (Moonbeam Mix) 6:22 2. Push Me Shove Me (Catatonic Mix) 4:14 3. Senseless (Avalon Mix) 6:30 4. Ship of Fools (Orbital Southsea Isles Of Holy Beats Mix) 9:43 5. Sometimes (Danny Rampling Mix) 6:13 6. Weight of the World - Heavy 'B' Mix 5:12 |

## Créditos
Todas las canciones de este EP fueron compuestas por Vince Clarke y Andy Bell excepto Push Me Shove Me, escrita por Vince Clarke.

## Datos adicionales
Erasure.Club tiene la duración de un álbum. Este EP es la edición -por primera vez en CD e internet- de unos vinilos promocionales que fueron enviados en 1990 a DJs para ser pasados en Clubes bailables, pero nunca habían sido puestos a la venta. Por problemas contractuales, no pudo ser incluido "Who Needs Love (Like That) - Winnie Cooper Mix", remix hecho por Fortran 5, que originalmente figuraba en los vinilos.